# إن دبليو إيه باور
إن دبليو إيه باوررر (بالإنجليزية: NWA Powerrr) هو برنامج تلفزيوني للمصارعة المحترفة تم إنتاجه بواسطة اتحاد تحالف المصارعة الوطني (إن دبليو إيه). يضم البرنامج مصارعين محترفين يؤدون مباريات مصارعة ومقابلات. هذه العناصر مجتمعة تؤسس وتعزز قصص البرمجة. يتم عرض البرنامج أسبوعيًا على يوتيوب وفيسبوك كل ثلاثاء في الساعة 6:05 مساءً بتوقيت شرق الولايات المتحدة، ويتاح عند الطلب في يوم السبت التالي على تلفزيون فايت. عُقدت أول تسجيلات تليفزيونية في 30 سبتمبر و1 أكتوبر 2019 في استوديوهات جورجيا للإذاعة العامة بأتلانتا في جورجيا وقد بدأت أول حلقة في 8 أكتوبر. سيتم بناء المباريات الأسبوعية إلى أحداث الدفع مقابل المشاهدة التابعة لإن دبليو إيه.

## روابط خارجية
- إن دبليو إيه باور على موقع IMDb (الإنجليزية)
- إن دبليو إيه باور على موقع كينوبويسك (الروسية)
- إن دبليو إيه باور على موقع قاعدة بيانات الفيلم (الإنجليزية)